# Mihai Antonescu

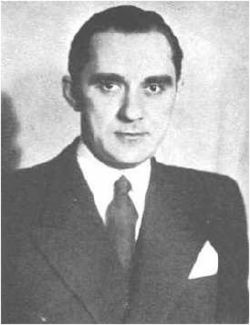
Mihai Antonescu

Mihai Antonescu (* 18. November 1904 in Nucet, Kreis Dâmbovița; † 1. Juni 1946 durch Hinrichtung im Gefängnis Jilava) war ein rumänischer Politiker, der während des Zweiten Weltkrieges Außenminister und stellvertretender Ministerpräsident seines Landes war.

## Aufstieg
Mihai Antonescu wurde am 18. November 1904 in Nucet, einem Dorf in Rumänien, geboren. Nachdem er seine Schulzeit an der Volksschule abgeschlossen hatte, begann er ein Rechtsstudium in der französischen Hauptstadt Paris, welches er durch das Ablegen einer erforderlichen Staatsprüfung erfolgreich beendete. Er arbeitete nun als Rechtsanwalt in Rumäniens Hauptstadt Bukarest. Zur gleichen Zeit las er an der Universität von Bukarest als Professor über internationales Recht.
Schon bald schaffte es Mihai Antonescu ins rumänische Parlament, wo er den damaligen General Ion Antonescu, mit dem er nicht verwandt war, kennenlernte und dessen Rechtsbeistand wurde. Der spätere Marschall sollte Mihai Antonescu später noch zu einer politischen Karriere verhelfen.

## Politische Karriere
Sein gutes Verhältnis zu Ion Antonescu verhalf Mihai Antonescu zu einem raschen Aufstieg in die Führungsetage der rumänischen Politik. Nachdem der General 1940 durch einen Putsch die Macht in Rumänien an sich gerissen hatte und ab 1941 als Ministerpräsident mit diktatorischen Vollmachten agierte, holte er seinen Rechtsbeistand ins Kabinett. Mihai Antonescu war nun als Justizminister verantwortlich für die rechtliche Lage in Rumänien. Er entwickelte zahlreiche neue Gesetze, darunter eins, das über den Umgang mit den in einigen europäischen Staaten, zum Beispiel dem Deutschen Reich, verfolgten Juden entschied.
Das Königreich Rumänien war im Zweiten Weltkrieg ein Verbündeter von Hitlerdeutschland. Als das Deutsche Reich 1941 in den Krieg gegen die Sowjetunion zog, wurde es durch Rumänien unterstützt. Ion Antonescu übernahm dabei als Marschall Führungsaufgaben im Militär. Mihai Antonescu wurde nach Bekanntwerden der Abwesenheit Ion Antonescus zum stellvertretenden Regierungschef ernannt. Ebenfalls war er für die Verwaltung der Ministerien für Außenpolitik und Propaganda zuständig.

## Niedergang
Nachdem die Wehrmacht in der Schlacht von Stalingrad eine verheerende Niederlage erlitten hatte, lag die rumänische Wirtschaft durch unbezahlte Kriegsanleihen an das Deutsche Reich am Boden, was zu wachsendem Widerstand gegen die Regierung Antonescu führte. Am 23. August 1944 wurde Ion Antonescu durch einen Staatsstreich unter Führung von König Michael gestürzt. Nachdem die neuen Machthaber auf die Seite der Alliierten gewechselt waren, wurden Ion und Mihai Antonescu verhaftet und an die Sowjetunion ausgeliefert. Zwei Jahre später wurden beide wieder zurück nach Rumänien gebracht und vom Rumänischen Volksgerichtshof wegen Kriegsverbrechen zum Tode durch Erschießung verurteilt. Das Urteil wurde am 1. Juni 1946 im Militärgefängnis Fort 13 in Jilava vollstreckt.